# Jonathan Iilahti
Jonathan Iilahti, född 27 april 1992 i Vasa, är en finländsk professionell ishockeymålvakt som säsongen 2017/2018 spelar för Vasa Sport i Liiga.